# Jean-Marie Lehn
Pour les articles homonymes, voir Lehn.
Jean-Marie Lehn, né le 30 septembre 1939 à Rosheim (Bas-Rhin), est un chimiste français spécialiste de la chimie supramoléculaire et à l'origine de travaux fondateurs sur l'auto-organisation.
Donald J. Cram, Charles J. Pedersen et lui sont co-lauréats du prix Nobel de chimie de 1987 « pour leur élaboration et leur utilisation de molécules exerçant, du fait de leurs structures, des interactions hautement sélectives ».

## Biographie
Jean-Marie Lehn fait ses études supérieures à la faculté des sciences de l'université de Strasbourg, où il obtient la licence ès sciences physiques en 1960. Il devient alors stagiaire de recherche du CNRS dans le laboratoire de Guy Ourisson, puis attaché de recherche (1962). Il obtient en 1963, à l'université de Strasbourg, le doctorat ès sciences avec une thèse sur la résonance magnétique nucléaire de triterpènes. Après un séjour aux Etats-Unis, il obtient le statut de maître de conférences à la faculté des sciences de l'université de Strasbourg en 1966. Il est alors déjà chargé de recherche.
Il est nommé professeur titulaire à titre personnel en 1970.
Il a été, de 1980 à 2010, professeur au Collège de France à Paris, titulaire de la chaire de chimie des interactions moléculaires.
En 1968, ses recherches ont conduit à la réalisation de molécules en forme de cages comportant une cavité dans laquelle peut être insérée une autre espèce chimique de taille et de forme appropriées, comme une clé s'insère dans une serrure.
Ainsi ont débuté ses travaux sur la base chimique de la « reconnaissance moléculaire » (c'est-à-dire la propriété qu'a une molécule servant de récepteur de reconnaître et de retenir un substrat), laquelle joue également un rôle important dans les processus biologiques.
Ces études lui ont valu le prix Nobel de chimie de 1987 partagé avec Donald J. Cram et Charles Pedersen, ainsi qu'un grand nombre de distinctions et de récompenses nationales et internationales : médaille d'or du CNRS en 1981 et Médaille Davy de la Royal Society en 1997.
Les travaux de Jean-Marie Lehn avec son équipe ont mené progressivement à la définition d'un nouveau domaine de la chimie, qu'il a proposé de nommer chimie supramoléculaire, parce qu'elle s'intéresse aux entités complexes formées par l'association de deux ou plusieurs espèces chimiques liées entre elles par des forces intermoléculaires, alors que la chimie moléculaire étudie les propriétés des entités construites à partir d'atomes liés par des forces covalentes.
À partir de la reconnaissance moléculaire, ses recherches se sont élargies en englobant la catalyse et les processus de transport supramoléculaires. Elles se sont aussi étendues à la conception de composants moléculaires comme bases de l'électronique et de la photonique moléculaires.
Un autre axe de développement concerne la conception de systèmes « programmés » capables d'auto-organisation par assemblage spontané de composants adéquats en des architectures supra moléculaires bien déterminées.
Depuis 1998, il est directeur a l'Institut de nanotechnologie de l'Institut de technologie de Karlsruhe,
Il est membre de l'Académie des sciences, de l’Académie des technologies, et de bien d'autres académies internationales (ci dessous).
En septembre 2006, il a été nommé membre du Haut conseil de la science et de la technologie.
Il a notamment signé, avec d'autres lauréats du prix Nobel, un appel demandant qu'une délégation du Comité des droits de l'enfant de l'ONU rende visite à un enfant tibétain en résidence surveillée depuis 1995 en Chine, Gedhun Choekyi Nyima, reconnu comme onzième Panchen-lama par le quatorzième dalaï-lama, Tenzin Gyatso. Jean-Marie Lehn est également membre du comité de parrainage scientifique de l'Association française pour l'information scientifique (AFIS) et de sa revue Science et pseudo-sciences.
En 2016 il signe, avec 106 autres prix Nobel, une Lettre de soutien de Prix Nobel à l’agriculture de précision (OGM), lettre dans laquelle l'ONG Greenpeace est accusée de crime contre l’humanité.
Depuis 2017, il parraine le Prix Forcheurs Jean-Marie Lehn, une récompense scientifique décernée chaque année à un binôme de jeunes chercheurs afin d'encourager la coopération scientifique entre la France et l'Allemagne dans les domaines de la chimie, de la médecine et de la biologie.
Le 6 avril 2022, il soutient Emmanuel Macron pour l'élection présidentielle française.

## Publications
- La chimie supramoléculaire, De Boeck Université, 1997  (ISBN 2-8041-2504-1)

## Distinctions

### Prix et récompenses
- 1981 : médaille d'or de l'Académie pontificale des sciences[9]
- 1981 : médaille d'or du CNRS[10]
- 1982 : prix Paracelse
- 1983 : prix Alexandre von Humboldt
- 1984 : prix du Commissariat à l'Energie Atomique de l'Académie des sciences
- 1985 : prix Rold-Sammet de l'université de Francfort
- 1987 : prix Nobel de chimie
- 1989 : prix Karl-Ziegler
- 1993 : prix de chimie Bonner[9]
- 1994 : prix Ettore-Majorana science pour la paix
- 1997 : médaille Davy de la Royal Society
- 1997 : médaille Lavoisier de la Société française de chimie
- 1998 : médaille Messel
- 2001 : Österreichische Ehrenkreuz für Wissenschaft und Kunst (de) (de), (première classe)
- 2003 : médaille Giulio Natta[9]
- 2013 : médaille Eucor[11]

### Sociétés savantes
Jean-Marie Lehn est membre de 33 académies françaises et étrangères dont:
- 1985 : Membre de l'Académie des sciences[12]
- Membre de l'Académie pontificale des sciences
- Membre de l'Académie des technologies[5]
- Membre de l'Académie royale néerlandaise des arts et des sciences
- Membre étranger de la Royal Society
- Membre étranger de l'Académie des sciences de Russie
- Membre de l'Académie des sciences de Göttingen
- Membre de l'Académie allemande des sciences Leopoldina
- Membre de l'Académie chinoise des sciences
- Membre de l'Académie polonaise des sciences
- Membre de l'Académie royale d'Irlande
- Membre de l'Academia Europaea
- membre de l'Académie d'Alsace des sciences, lettres et arts
- Membre de l'Académie des sciences et des lettres de Mayence
- Membre de l'Association américaine pour l'avancement des sciences
- Membre de l'Académie des sciences, inscriptions et belles-lettres de Toulouse

### Décorations
- Grand officier de la Légion d'honneur Il est fait chevalier en 1983, promu officier en 1988, commandeur le 3 avril 1996[13], puis est élevé à la dignité de grand officier le 18 avril 2014[14],[15].
- Chevalier de l'ordre des Palmes académiques Il est fait chevalier en 1989.
- Officier de l'ordre national du Mérite Il est fait chevalier en 1976, promu officier en 1993
- Grand officier de l'ordre national du Mérite de Roumanie en 2004
- 2e classe de l'ordre du Soleil levant, décoré de l'Étoile d'or et d'argent[16]

### Doctoratshonoris causa
Il possède plus de 40 doctorats honoris causa
- Université hébraïque de Jérusalem ( Israël, 1984)[17]
- Université autonome de Madrid ( Espagne, 1985)[17]
- Université de Göttingen ( Allemagne, 1987)[17]
- Université libre de Bruxelles ( Belgique, 1987)[17]
- Université de Crète ( Grèce, 1989)[17]
- Université de Bologne ( Italie, 1989)[17]
- Université Charles de Prague ( République tchèque, 1990)[18]
- Université de Sheffield ( Royaume-Uni, 1991)[17]
- Université de Twente ( Pays-Bas, 29 novembre 1991)[19]
- Université nationale et capodistrienne d'Athènes ( Grèce, 1992)[17]
- Université polytechnique nationale d'Athènes ( Grèce, 1992)[17]
- Université Wesleyenne de l'Illinois ( États-Unis, 1995)[17]
- Université de Montréal ( Canada, 1995)[17]
- Université de Bielefeld ( Allemagne, 1998)[17]
- Institut Weizmann ( Israël, 1998)[17]
- Université de Nagoya ( Japon, 2000)[17]
- Université de Sherbrooke en Sciences ( Canada, 2000)[20]
- Université de Trieste en Chimie ( Italie, 18 mai 2001)[21]
- Institut royal de technologie ( Suède, 2003)[17]
- Université de St Andrews ( Royaume-Uni, 2004)[17]
- Université Heriot-Watt ( Écosse, 2005)[22]
- Saint Petersburg State Institute of Technology (en) ( Russie, 2005)[17]
- Université Masaryk en Sciences ( République tchèque, 27 juin 2005)[23]
- Université de Kyūshū ( Japon, 2005)[17]
- Université d'État de Moscou ( Russie, 2006)
- Université Aristote de Thessalonique ( Grèce, 2006)
- Université fédérale de Kazan ( Russie, 2006)
- Université d'État de Novossibirsk ( Russie, 2006)
- Université de Patras ( Grèce, 2008)
- Université Babeș-Bolyai ( Roumanie, 2008)
- Université de la Basilicate ( Italie, 2008)
- Université nationale Taras-Chevtchenko de Kiev ( Ukraine, 2009)
- Technion ( Israël, 2009)
- Université de Ljubljana ( Slovénie, 2009)
- Université municipale de Hong Kong ( Hong Kong, 2010)
- Université Queen's de Belfast ( Royaume-Uni, 2012)
- Université de Malaga ( Espagne, 2015)
- Université d'Oxford en Sciences ( Royaume-Uni, 25 juin 2014)[24]
- Université de Macao ( Chine, 8 avril 2015)[25]
- Université de Cambridge en Sciences ( Royaume-Uni, 21 juin 2017)[26]
- Institute of Chemical Technology (en) ( Inde, 2017)
- Université de New York ( États-Unis, 2017)
- Université de Bucarest ( Roumanie, 2018)
- Université de Vienne ( Autriche, 2019)
- Université de chimie et technologie de Prague (en) ( République tchèque, 2019)
- Université Adam-Mickiewicz de Poznań, ( Pologne 2021[27]

Il est professeur honoris causa de plusieurs universités :
- Université de sciences et technologie de Chine ( Chine, 1998)[17]
- Université du Sud-Est ( Chine, 1998)[17]
- Université Jiao-tong de Shanghai ( Chine, 2003)[17]
- Université de Nankin ( Chine, 2003)[17]
- Université de Pékin ( Chine, 2005)[17]
- Université du Zhejiang ( Chine, 2007)
- Shaanxi Normal University (en) ( Chine, 2007)
- Université préfectorale d'Osaka ( Japon, 2008)
- Université d'État de Novossibirsk ( Russie, 2012)
- Université de Xiamen ( Chine, 2012)
- Université de Jilin ( Chine, 2013)
- Université de Shanxi ( Chine, 2013)
- Université de Kyūshū ( Japon, 2016)
- Université de Pharmacie de Chine ( Chine, 2016)
- Université de technologie de Wuhan ( Chine, 2016)